# SBB Be 4/4
Bei der Be 4/4, der Schweizerischen Bundesbahnen (SBB) handelt es sich um eine Versuchslokomotive mit Drehstromantrieb. Die Lokomotive wurde 1972 aus einem Gepäcktriebwagen De 4/4 umgebaut. Bei dieser Lokomotive kam erstmals in der Schweiz, und vermutlich sogar weltweit, die Drehstromgewinnung für die Fahrmotoren durch einen elektronischen (ruhenden) Umrichter bei einer Elektrolokomotive zur Anwendung.

## Geschichte
Als durch die Entwicklung von gesteuerten Siliziumgleichrichtern absehbar wurde, dass ein leistungsfähiger elektronischer Umrichter machbar werden würde, war der Wunsch der Industrie und auch der Bahngesellschaft da, eine günstige Versuchslokomotive zu haben, um für zukünftige Neubauten einen Erprobungsträger zu haben. Dafür wurde der SBB De 4/4 1685 von 1927 umgebaut. Der Triebwagen eignete sich deswegen, da er einen geräumigen Gepäckraum besass, in dem die Leistungselektronik des Umrichters gut zugänglich und auch austauschbar eingebaut werden konnte. Auch war zu diesem Zeitpunkt klar, dass nicht alle Triebwagen einen neuen Wagenkasten erhalten würden, und somit die nicht umgebauten Triebwagen demnächst ausrangiert würden. Das ausgewählte Fahrzeug stand schon seit 1967 mit Brandschaden abgestellt herum. Der Triebwagen wurde durch die SBB-Hauptwerkstätte Yverdon umgebaut, während die BBC die neuen Fahrmotoren und den Umrichter lieferten. Die Drehgestelle wurden durch die SIG angepasst. Da der Transformator nicht ausgetauscht wurde, war dadurch zwar die Leistung beschränkt, es war ja aber auch nicht das Ziel, einen neuen Leistungsrekord aufzustellen. Auch musste wegen des Mehrgewichts auch die Höchstgeschwindigkeit gedrosselt werden. Als Versuchsträger erfüllte der nun als Lokomotive bezeichnete Triebwagen durchaus seinen Zweck, und die gewonnenen Erfahrungen flossen in die DB-Baureihe 120 und SBB Ee 6/6 II ein. Der alte verblechte Wagenkasten aus Holz erwies sich als sehr praktisch, da die Messkabel problemlos im Innenraum angebracht werden konnten. Die Lokomotive wurde 1975 im elektrischen Teil beschädigt und abgestellt. Im Dezember 1981 wurde die Lokomotive endgültig ausrangiert und abgebrochen. Ein Drehgestell mit zwei Drehstrommotoren ist erhalten und befindet sich heute im Besitz des Verkehrshauses der Schweiz in Luzern.